# Basilika Mariä Geburt (Maria Roggendorf)

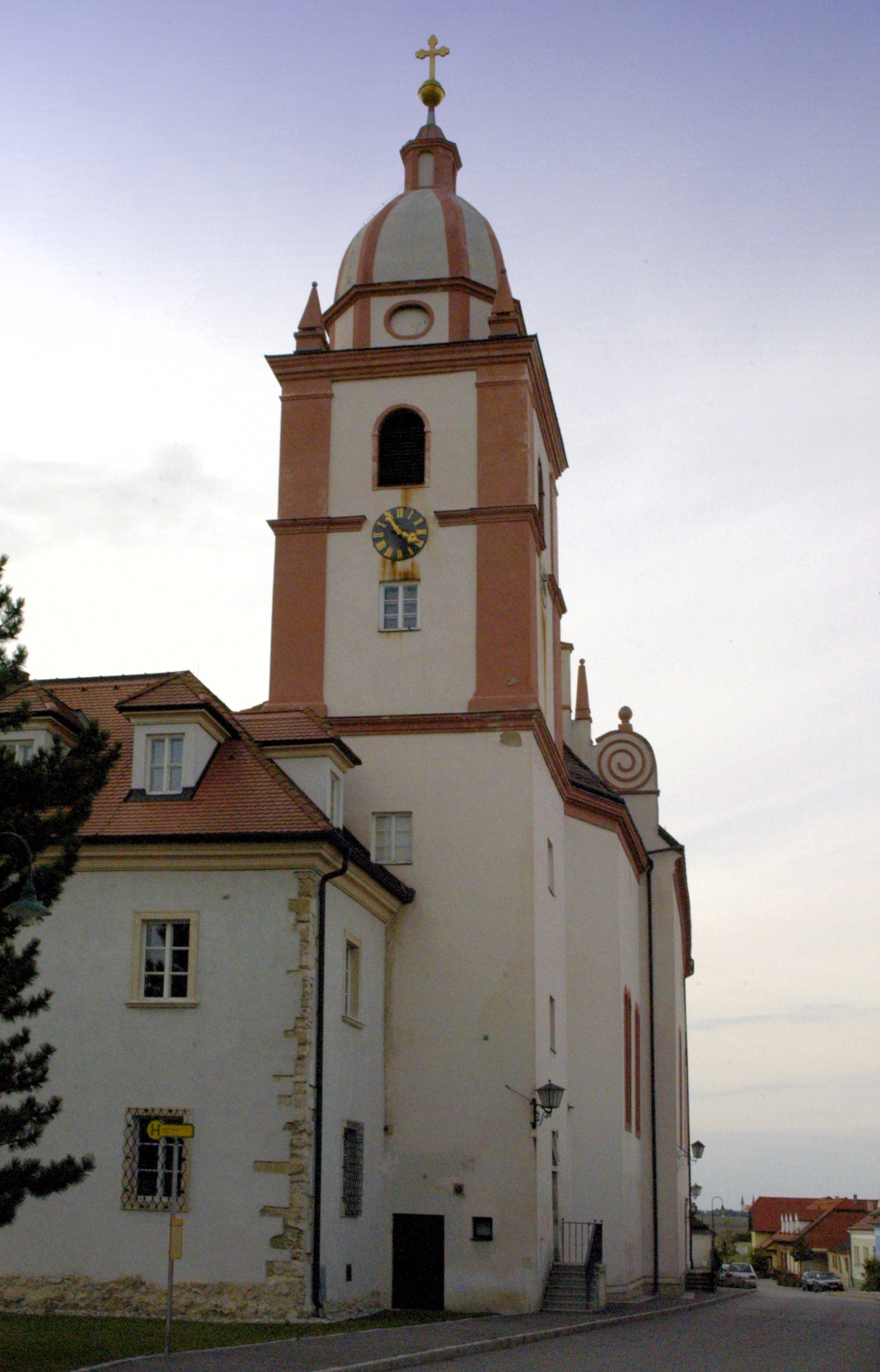
Ostturm am Chorscheitel der Basilika des Barockbaumeisters Carlo Antonio Carlone

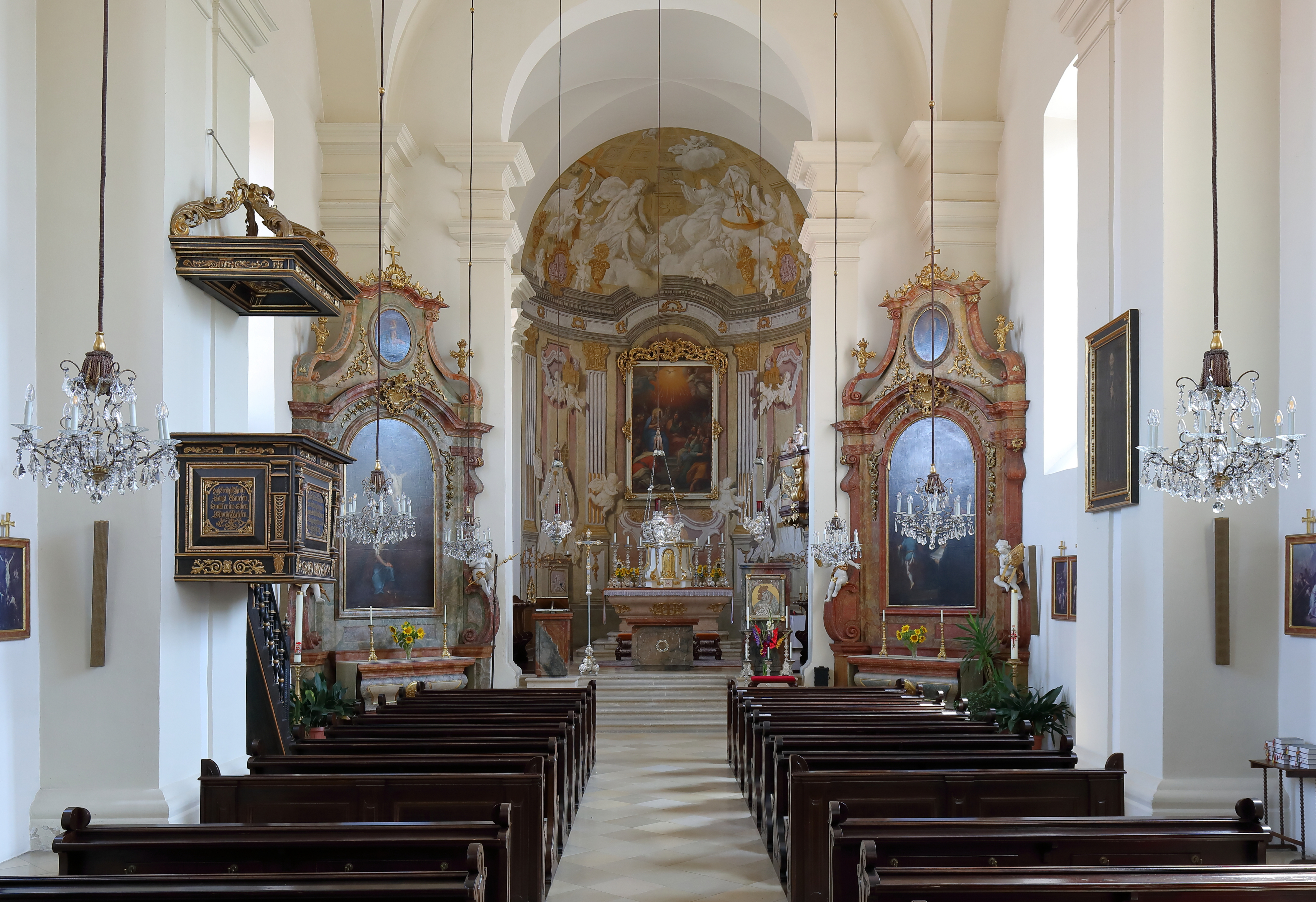
Zwei Seitenaltäre mit vier Bildern von Martin Johann Schmidt

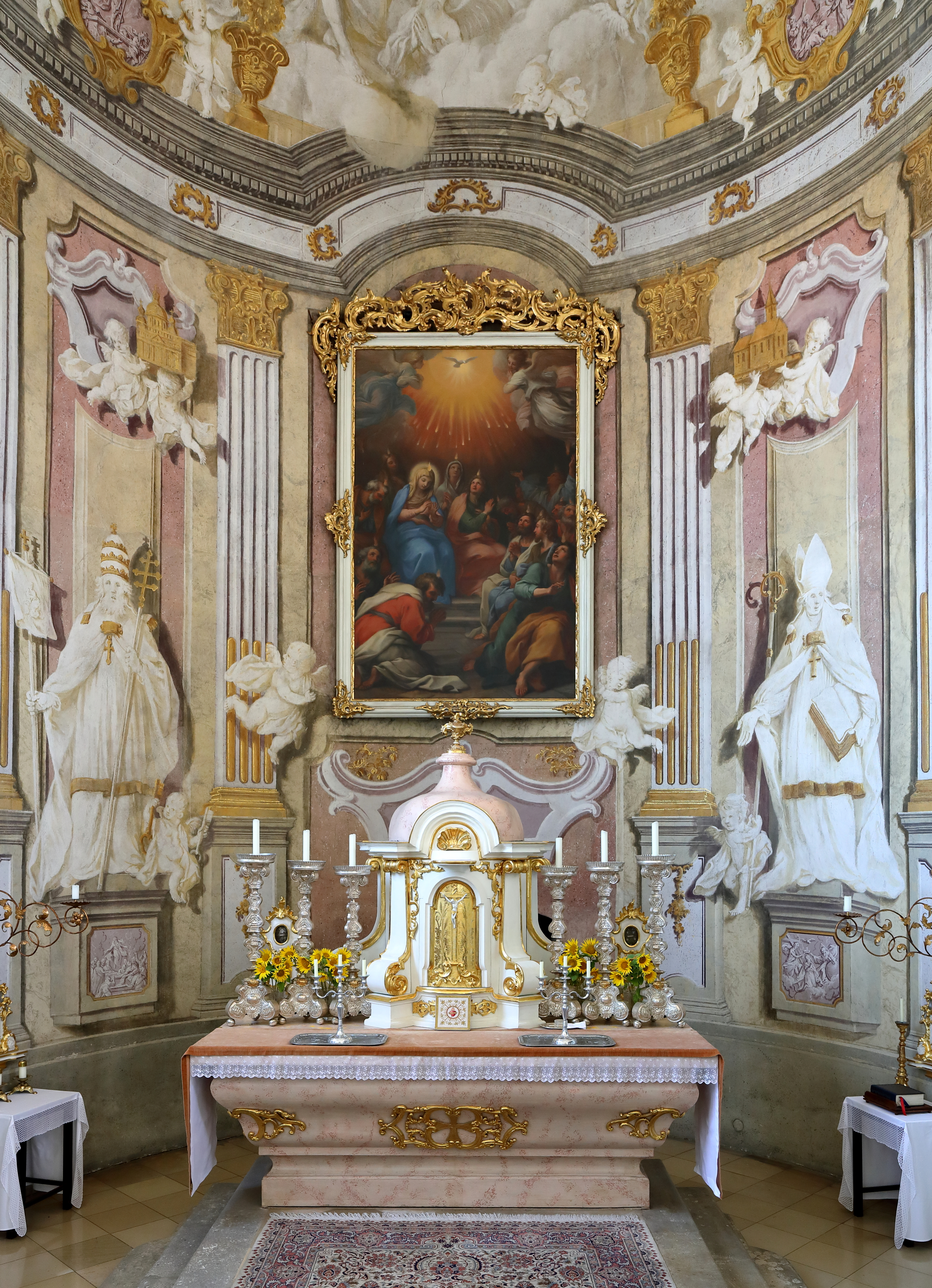
Chor mit freskiertem Chorschluss und freistehendem Altar

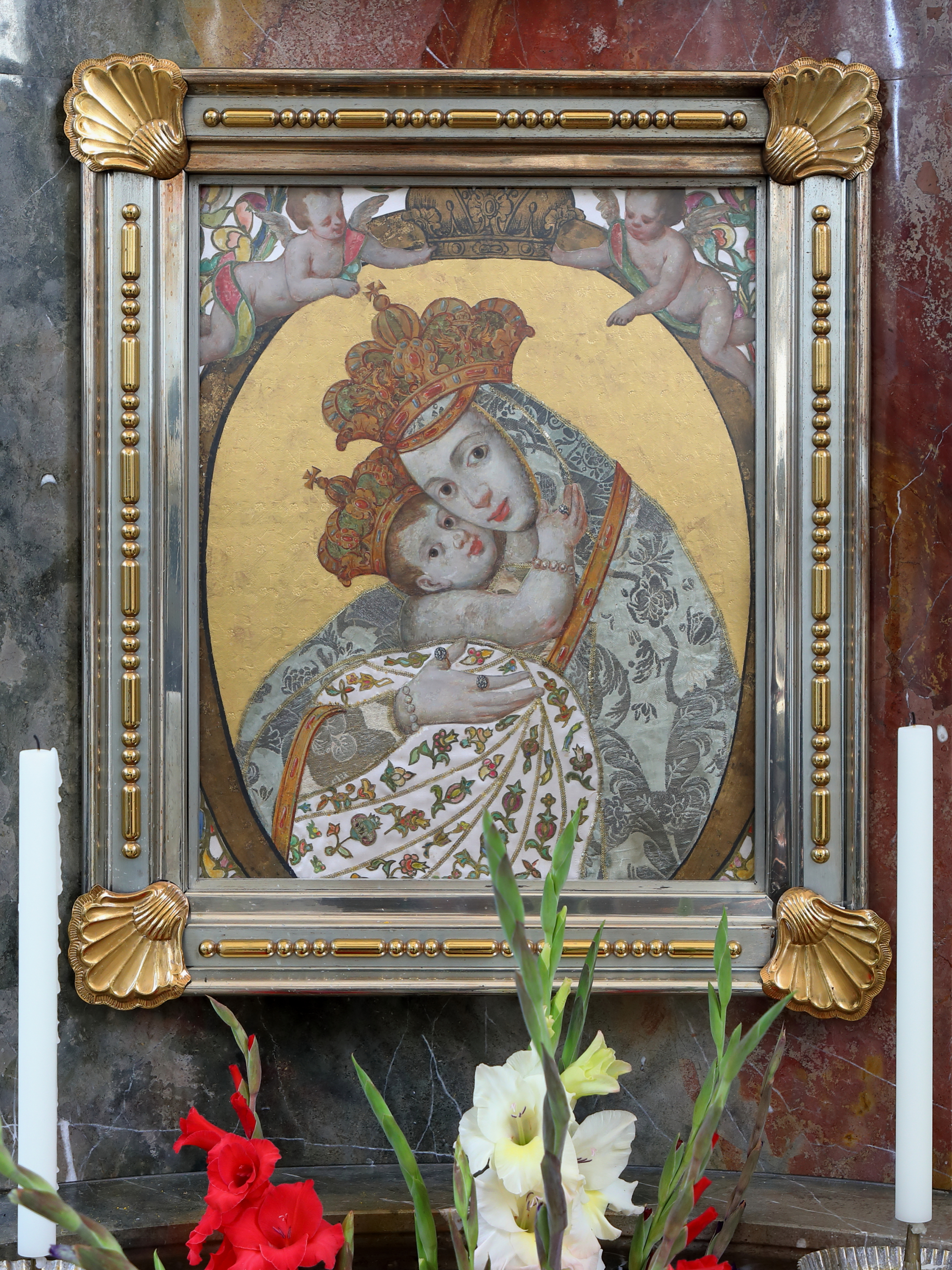
Gnadenbild Zärtliche Maria mit Kind auf Leder aus dem 15. Jahrhundert

Die Pfarr- und Wallfahrtskirche Mariä Geburt ist eine römisch-katholische Wallfahrtskirche in der Katastralgemeinde Maria Roggendorf in der Marktgemeinde Wullersdorf in Niederösterreich und wurde 1988 zur Basilica minor erhoben.

## Geschichte
Die hoch proportionierte frühbarocke Saalkirche mit einem Ostturm am Scheitel des Chores wurde von 1651 bis 1653 vom Stift Göttweig als Wallfahrtskirche erbaut und steht architektonisch in der Nachfolge der Schüler des Barockbaumeisters Cypriano Biasino. Nach einem Brand 1695 erfolgte bis 1696 der Bau des Turmes und die Erneuerung der Kirche durch Carlo Antonio Carlone. Nach einer Blüte der Wallfahrt im 18. Jahrhundert wurde die Kirche 1782 zur Pfarrkirche erhoben. Die Wallfahrt wurde mit dem Josephinismus im Jahre 1785 beendet. Nach der Restaurierung des aus dem 15. Jahrhundert stammenden auf Leder gemalten Gnadenbildes wurde dieses am 14. September 1969, dem Fest der Kreuzerhöhung, auf Initiative des Priesters, späteren Benediktiners und Erzbischofs von Wien Hans Hermann Groër neu geweiht und die Wallfahrt zum jeweils 13. Tag des Monats in Anlehnung an Fátima neu begründet.

## Äußerer Kirchenbau
Das schlichte, hoch aufragende Langhaus unter einem Satteldach schließt auf der Hauptportalseite mit einem Volutengiebel mit einer Dreieckspitze und auf der Chorseite mit einem abgesetzten geschwungenen Volutengiebel mit Nischen und Pyramiden- und Kugelaufsätzen. Der leicht eingezogene außen dreiseitig geschlossene Chor hat ein etwas tieferes Satteldach. Die Kirche hat am Langhaus und Chor gekuppelte Lanzettfenster mit gotisierenden Kielbögen. Es gibt drei Rechteckportale mit kleinteilig rustizierten Gewänden, das westliche Hauptportal hat Pilastervorlagen und einen Giebelaufsatz. Der mächtige, gedrungene Turm wurde am Chorscheitel angebaut und hat über dem Chorgesimse eine zweigeschoßige Eckpilastergliederung und über dem Glockengeschoß einen verjüngten achtseitigen Kuppelaufsatz mit Tambour und Laterne samt flankierenden Eckpyramiden.

## Innerer Kirchenbau
Die mächtige hohe Wandpfeilerkirche ist innen im Langhaus und Chor gleich hoch. Das dreijochige Langhaus hat ein Kreuzgratgewölbe über Doppelgurten und Schildbögen auf Pilastervorlagen mit hohen Gebälkköpfen auf den Wandpfeilern und wurde nach Brand und Einsturz 1695 erneuert. Die Orgelempore auf drei Säulenarkaden mit Tonnengewölbe hat eine Brüstung mit einem vorschwingenden Mittelteil mit Putzschnittfeldern. Der hohe eingezogene Triumphbogen ruht auf Pfeilervorlagen. Der zweijochige Chor mit Halbrundschluss hat ein Kreuzgratgewölbe auf Wandpfeilern mit korinthischen Kapitellen. Südlich des Chores ist ein mehrfach geschwungenes ornamentiertes Oratorium aus 1762.

## Ausstattung
Die halbrunde Apsis wirkt mit einer freskierten Scheinarchitektur mit Pilastergliederung, Gebälkgliederung und kassetrierter Konche und den Grisailleseitenfiguren der Heiligen Gregor der Große und Altmann von Passau auf reliefiertem Scheinsockeln mit der Darstellung Himmelfahrt und Krönung Mariens. Die Heilige Dreifaltigkeit und die Auferstehung und Himmelfahrt Christi in der Konche wurde wahrscheinlich in Nachfolge von Martin Johann Schmidt vom Schüler Andreas Rudroff um 1800 gemalt. Das Altarbild Herabkunft des Heiligen Geistes ist von Andreas Rudroff. Der freistehende Altar mit Tempiettotabernakel in spätbarocken Formen entstand um 1800.
Die marmorierten Seitenaltäre, welche die Langhausecken abschrägen, haben segmentbogig abgeschlossene Volutenretabel mit Volutenauszügen und wurden um 1762 von Joseph Pollak geschaffen, die Altarblätter aus 1762 von Martin Johann Schmidt zeigen links Christus am Kreuz und im Oberbild Reue Petri, rechts den Tod des hl. Benedikt und im Oberbild die hl. Scholastika.
Die Kanzel mit gegliedertem Rechteckkorb schuf 1767 Jerig Sturm, das Rückbild zeigt Christus, der Schalldeckel mit Akanthusbaldachin entstand früher um 1700. Es gibt eine Schnitzfigur Maria mit Kind um 1500 und ein Kruzifix mit den Assistenzfiguren der Heiligen Maria und Johannes aus der ersten Hälfte des 18. Jahrhunderts, ein barockes Vortragekreuz mit den Leidenswerkzeugen. Das Gnadenbild Maria mit Kind als variierter Mariahilf-Typus mit Malerei und Stoffbesatz auf Leder wurde urkundlich 1667 erstmals genannt und im 18. Jahrhundert erneuert. Das Gestühl ist in spätbarocken Formen gehalten. Zwei Osterleuchter sind aus dem zweiten Viertel des 18. Jahrhunderts. Schmiedeeiserne Kerzenhalter im Chor sind aus dem Anfang des 18. Jahrhunderts. In der Sakristei sind die Votivbilder Heilige Dreifaltigkeit aus 1732, Schiffsunglück aus 1761, ein byzantiniertes Gnadenbild Maria mit Kind im Spätbarockrahmen und eine Mariahilfbild aus der 1. Hälfte des 19. Jahrhunderts.

### Orgel

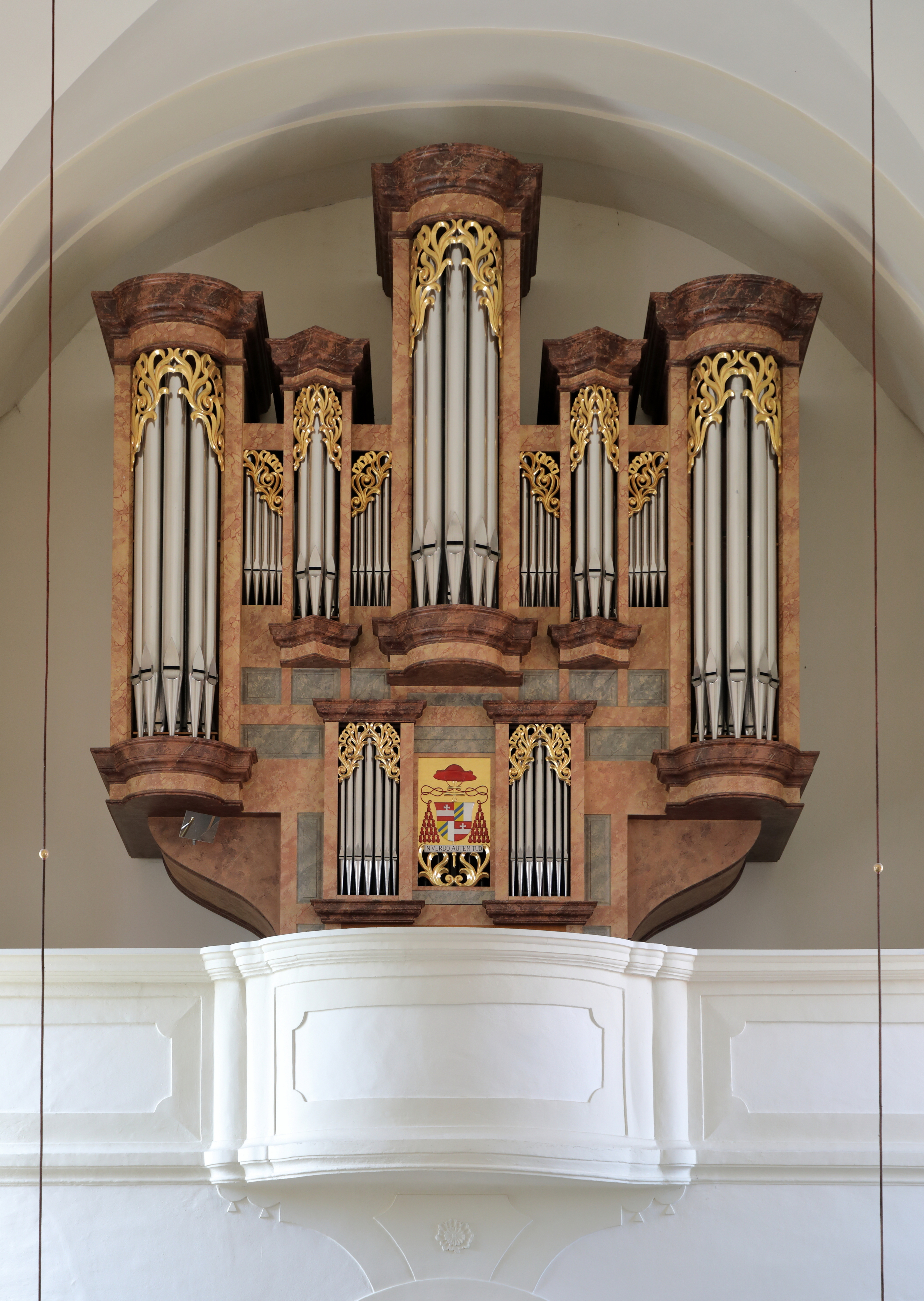
Orgel

Die erste Orgel schuf 1880 Matthäus Mauracher. 1994 wurde sie von Orgelbaumeister Friedrich Heftner neu erbaut.

### Glocken
Im Turm der Basilika hängen drei Glocken in einem alten Holzglockenstuhl, der wohl aus der Bauzeit des Turms stammt.
| Nr. | Name                  | Schlagton | Gewicht in Kg | Durchmesser in cm | Material   | Gießer            | Gussjahr |
| --- | --------------------- | --------- | ------------- | ----------------- | ---------- | ----------------- | -------- |
| 1   | Maria- oder Abtglocke | h1        | 320           | 83,5              | Zinnbronze | Mathias Prininger | 1695     |
| 2   | ?                     | e2        | 280           | 84                | Gusseisen  | Ulrich & Weule    | 1918     |
| 3   | ?                     | a2        | 130           | 64                | Gusseisen  | Ulrich & Weule    | 1918     |